# Omadius
Omadius là một chi bọ cánh cứng trong phân họ Clerinae, thuộc họ Cleridae.

## Các loài
- Omadius abscissus
- Omadius mediofasciatus
- Omadius olivaceus
- Omadius prasinus
- Omadius vespiformis
- Omadius zebratus